# Juan de Dios Rivera Donoso
Juan de Dios Rivera Donoso (n. Chillán, Chile; 1858 - f. Santiago, Chile; 1909) fue un político y hacendado chileno.
Estudió en el Instituto Nacional de Santiago, para dedicarse luego a la agricultura y ganadería en San Carlos.
Militante del Partido Liberal, siendo elegido Diputado por Chillán y San Carlos en 1897, 1900, 1903, 1906 y 1909. Integró en sus cuatro períodos legislativos la Comisión permanente de Hacienda, Instrucción Pública y Justicia.
Falleció el 12 de diciembre de 1909 en Santiago de Chile a causa de una "miocarditis". Se desempeñaba como diputado por Chillán. Su hijo, Juan de Dios Rivera Ojeda, se desempeñaría más tarde como diputado, alcalde de la comuna de Nancagua, entre otras ocupaciones públicas.